# John Theyer

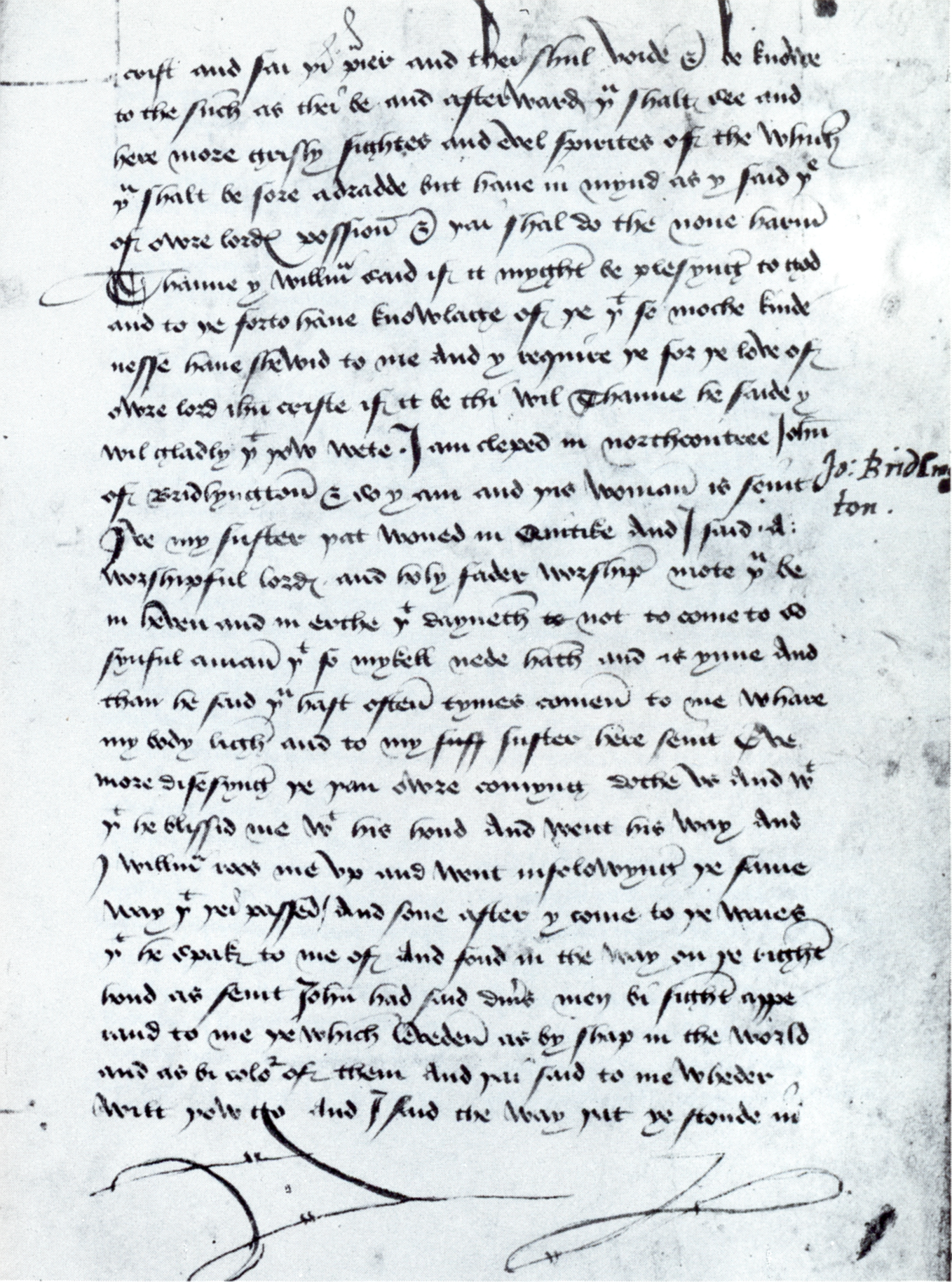
Manuskript aus dem 15. Jahrhundert, dass John Theyer gehörte. Es ist aus The Vision of William of Stranton.

John Theyer (* 1597 in Brockworth, Gloucestershire; † 25. August 1673 in Cooper’s Hill) war ein englischer Rechtsanwalt, Schriftsteller, Antiquar und Bibliophile.

## Leben
Theyers gleichnamiger Vater starb 1631; sein Großvater, Thomas Theyer von Brockworth, wurde 1597 geboren.
Er besuchte ab einem Alter von etwa sechzehn Jahren das Magdalen College in Oxford, schloss jedoch nicht ab.
1643 diente er der Armee des Königs Karl I. und präsentierte diesem am Merton College eine Kopie seines Werkes Aerio Mastix, or a Vindication of the Apostolicall and generally received Government of the Church of Christ by Bishops. Der Titel verweist auf den Theologen und Priester Aerius von Pontus. Das Buch war ein umstrittener Beitrag zum Episkopalismus.
Theyer begann außerdem A Friendly Debate between Protestants and Papists (deutsch „eine freundliche Debatte zwischen Protestanten und Papisten“), vollendete das Werk jedoch nicht mehr zu Lebzeiten.
Er heiratete 1628 Susan Theyer und hatte mit ihr einen Sohn.
Theyer starb am 25. August 1673 und wurde am 28. August auf dem Friedhof von Brockworth beigesetzt. Seine wertvolle Bibliothek von Manuskripten vererbte Theyer Richard Hart.

## Publikationen
- Aerio Mastix, or a Vindication of the Apostolicall and generally received Government of the Church of Christ by Bishops. Oxford 1643.